# Мойново
Мойново (пол. Mojnowo) — село в Польщі, у гміні Лютоцин Журомінського повіту Мазовецького воєводства.
Населення — 246 осіб (2011).
У 1975-1998 роках село належало до Цехановського воєводства.

## Демографія
Демографічна структура станом на 31 березня 2011 року:
|          | Загалом | Допрацездатний вік | Працездатний вік | Постпрацездатний вік |
| -------- | ------- | ------------------ | ---------------- | -------------------- |
| Чоловіки | 118     | 24                 | 82               | 12                   |
| Жінки    | 128     | 33                 | 69               | 26                   |
| Разом    | 246     | 57                 | 151              | 38                   |